# Предмети із Загубленої кімнати
Предмети з Загубленої кімнати це потужні артефакти з мінісеріалу Загублена кімната від американського каналу Sci Fi Channel. Набір складається з приблизно сотні предметів щоденного вжитку, що знаходилися у звичайній кімнаті американського мотелю 1960-х років. Вони незнищенні та мають надприродні властивості.

## Опис
За сюжетом серіалу Предмети виникли внаслідок Події, що викинула кімнату номер 10 з нашої реальності. Кімната 10 зникла в просторі і часі разом з Предметами, кожен з яких набув певних надприродних властивостей.
Кожен Предмет за межами Кімнати незнищенний і може бути використаний у надзвичайний спосіб. Властивості, які має певний Предмет, унікальні, хоча не обов’язково корисні. Наприклад, Гребінець зупиняє час на кілька секунд, а Наручний годинник може зварити яйце, поміщене в ремінець. Більшість Предметів діють у спосіб, у який використовуються звичайні предмети; Гребінець спрацьовує, коли ним проводять по волоссю (лисі не можуть його використати). Предмети можна також комбінувати для досягнення нового ефекту. Так, Наручний годинник, скажімо, може бути використаний разом з Ножем (чиї окремі властивості невідомі), щоб мати можливість читати думки. Комбінації більшої кількості Предметів породжують потужніші ефекти, такі як група з шістьох предметів на дверях номера 9 мотелю Саншайн спричинила руйнування під час «досліду Конрой».
Коли Предмети знаходяться всередині Кімнати, вони стають звичайними предметами без надприродних властивостей і можуть бути знищені. Як стверджував Пожилець, будь-який знищений Предмет заступається іншим подібним Предметом, не обов’язково з тими самими властивостями.
Предмети поділяють на кілька випадкових класифікацій. Так, Предмети, ефект яких не виявлено (наприклад, Зубна щітка, Біблія, Сигарета), називають неактивними, тоді як Предмети смертельної дії (наприклад, Ручка або Скляне око) розглядають як зброю.
Кілька персонажів серіалу вважають, що в наборі існує головніший по відношенню до решти Предмет (окрім Ключа), який називають Головним Предметом. Різні персонажі називають різні Предмети, але, згідно з Пожильцем, такого Головного предмета не існує.

## Список Предметів
| Назва                   | Опис властивостей | З’являється в серіалі                                                                                    | Останній відомий власник                     |
| ----------------------- | --- | --- | -------------------------------------------- |
| Біблія                  | Видавництва Коллінза, властивість невідома. | Колекція Карла Кройцфельда                                                                               | Колекція Карла Кройцфельда                   |
| Бритва                  | Звичайна небезпечна бритва 1950-х з білим руків’ям. Розбиває будь-яке скло при контакті за допомогою високочастотного звуку. Рубер ледь не оглух, почувши звук через телефонну трубку. | На вівтарі Ордену, на фото в крамниці Суда                                                               | Орден                                        |
| Відерце для льоду       | Чорне з срібним краєм, хромованою кришкою і ручкою, властивість невідома. | Бачене Джо на Фотографії в мотелі, Рубер, Дженіфер Блум.                                                 | Невідомо                                     |
| Весільна обручка        | Золота обручка без особливих позначок. Властивість невідома. | На Весільному фото у Едді.                                                                               | Невідомо                                     |
| Весільне фото           | Глянцева фотокартка 20x25 см молодого подружжя у весільному вбранні. Молодий Едді Макклейстер та жінка Майбел Сміт. На звороті фото написно рукою Майбел «Літо 1959». Властивість невідома. | Знаходиться у Мейбел Сміт                                                                                | Джо Міллер                                   |
| Відбиток пальця         | Відбиток, залишений чоловіком Конрой, який працював у мотелі прибиральником. | |                                              |
| Вішалка                 | стандартна дерев’яна вішалка для одягу без маркування. Можливо, більше ніж одна. | Шафа в Кімнаті. В списку Легіону                                                                         | Шафа в Кімнаті.                              |
| Газета                  | Місцева газета Ґаллапа від 4 травня 1961 р. Газета відкривається, коли звучить певний звук. | В списку Легіону                                                                                         | Джеймс Станек                                |
| Годинник                | Настільний будильник марки Phinney-Walker, чорного кольору. Випаровує латунь майже миттєво з твердої до газоподібної форми, і навпаки. Стрілки застигли на точному часі Події, 13:20:44, незалежно від того, чи їх заводять. Один з семи Предметів досліду Конрой. Офіційний сайт мінісеріалу стверджує, що Годинник випаровує марганець, складову латунних та інших сплавів. | Колекція Карла Кройцфельда, на фото в крамниці Суда, в списку Легіону, використовувався в досліді Конрой | Кімната 10 (після експерименту Кройцфельда)  |
| Гаманець                | Брунатний шкіряний гаманець, властивість невідома. | На фото в крамниці Суда                                                                                  | Невідомо                                     |
| Гребінець               | Гребінець зупиняє час для того, хто ним розчісується, проте лише на 10 секунд (згідно з офіційним вебсайтом, Гребінець не може бути використаний лисими). Поки час зупинено, власник може рухитися та переміщати незакріплені речі, але не може зрушити ті, які хтось тримає. Часте використання гребінця призводить до нудоти. Разом з Ключем та Коробкою від Годинника власник може потрапити до іншого виміру всередині кімнати 9.                                                      | Гарольд Стрицьке. З’являється на фото в крамниці Суда, у списку Легіону.                                 | Дженіфер Блум                                |
| Губна гармошка          | Виробництва Hohner Chrometta 8 з червоним оздобленням, властивість невідома. | Видіння Мартина Рубера                                                                                   | Невідомо                                     |
| Гуталін                 | Марки Shinola "Dress Parade", брунатного кольору, властивість невідома. | Фото в крамниці Суда                                                                                     | Невідомо                                     |
| Дезодорант              | Невідомо | В списку Легіону                                                                                         | Невідомо                                     |
| Друкарська машинка      | Марки Олімпія в твердому кожуху. | Невідомо                                                                                                 | Невідомо                                     |
| Жувальна гумка          | Невідомо | В списку Легіону                                                                                         | Невідомо                                     |
| Журнал                  | Журнал Лайф, властивість невідома. | Видіння Мартіна Рубера, на фото в крамниці Суда                                                          | Невідомо                                     |
| Запальничка             | Запальничка марки Ronson Standard 1950-х хромована. Можливо, підробка, властивість невідома. | Невідомо                                                                                                 | Невідомо                                     |
| Записник                | Виробництва 1950-51 Santa Fe, властивість невідома. | Фото в крамниці Суда                                                                                     | Невідомо                                     |
| Запонка 2 шт.           | Марки Krementz. Знижує рівень кров’яного тиску тих, хто носить, можливо, ефект плацебо. | На рукаві Карла Кройцфельда                                                                              | На столі у Карла Кройцфельда                 |
| Зубна щітка             | Невідомої властивості, входила до семи Предметів з досліду Конрой | Використана в досліді конрой, на фото в крамниці Суда                                                    | Кімната 10 (після експерименту Кройцфельда)  |
| Квиток на автобус       | Yucca Transit Lines Ticket # 11560. Коли Квиток на автобус торкається когось, той миттєво переноситься на шосе 66 поблизу Ґаллапа в Нью-Мексико, містечка, де знаходиться мотель Саншайн, де все почалося. Транспортовані за допомогою Квитка на автобус падають з певної висоти на шосе. Відправний пункт Квитка знаходиться у Віллоубруку, Аризона, де Пожилець Едді Макклейстер мешкав зі своєю дружиною перед Подією. Частина Квитка заклеєна стрічкою, щоб не переміщати користувача. | Воллі Джабровські, в списку Легіону                                                                      | Воллі Джабровські                            |
| Ключ                    | Ключ до замка Niessen 612a з брелоком, на якому зображено логотип мотелю Саншайн і напис Кімната 10. Відчиняє будь-які двері з поворотним замком і перетворює їх на прохід до загубленої Кімнати. З Кімнати власник ключа може потрапити до будь-якого місця, яке має двері, або подіну конструкцію. Власник Ключа має чітко уявляти місце, куди хоче потрапити, або двері відчиняться випадково. Це один з семи Предметів досліду Конрой.                                                 | Під час купівлі для Кройцфельда                                                                          | Кімната 10 (на підлозі відкритої Кімнати)    |
| Колода карт             | Гральні карти виробництва Arrco в коробці. Викликає приголомшливі видіння, що стосуються мотелю Саншайн, у людей, хто побачив карти. Тимчасово робить людину непритомною. Наслідки можуть зруйнувати психіку. Коли карти використали на Рубері, він побачив смерть напарника Джо, а також пожежу, під час якої він здобув Окуляри. | Колекція Ордену, фото в крамниці Суда.                                                                   | Джо Міллер                                   |
| Коробка сірників        | З логотипом мотелю Саншайн, властивість невідома. | На вівтарі Ордену, знаходиться в списку Легіону                                                          | Орден                                        |
| Кошик для паперів       | Невідомо | Невідомо                                                                                                 | Невідомо                                     |
| Краватка                | Невідомо | Побачена на Фотографії                                                                                   | Невідомо                                     |
| Кроляча лапка           | Біла натуральна кроляча лапка, виготовлена у формі брелока. | У Склепінні колекціонерів                                                                                | Карл Кройцфельд                              |
| Кусок мила              | З позначкою мотелю Саншайн, властивість невідома. | На фото в крамниці Суда                                                                                  | Невідомо.                                    |
| Кусок мила              | (нерозгорнутий, як каже продюсоер серіалу Крістофер Леон) | Невідомо                                                                                                 | Невідомо                                     |
| Лампа на підлозі        | Невідомо | Видіння Мартина Рубера                                                                                   | Невідомо                                     |
| Логарифмічна лінійка    | властивість невідома | Знаходиться на вівтарі Ордену                                                                            | Орден                                        |
| Лупа                    | Прямокутна лупа для читання виробництва Bausch and Lomb, білого кольору, властивість невідома. | Видіння Мартіна Рубера                                                                                   | Невідомо                                     |
| Манікюрні ножиці        | Невідомої властивості, проте були одним з семи Предметів з досліду Конрой. | Використовувалися в досліді конрой, на фото в крамниці Суда, в списку Легіону                            | Кімната 10 (після експерименту Кройцфельда)  |
| Наручний годинник       | Годииник 1950-х років марки Bulova 17 каменів. Властивість зварювати яйця, поміщені всередині ремінця. Час зупинився о 13:20, у момент Події. У комбінації з Ножем надає можливість телепатії. | Кройцфельд використовує для варіння яєць.                                                                | Карл Кройцфельд                              |
| Настільна лампа         | Невідомо | Видіння Мартіна Рубера                                                                                   | Невідомо                                     |
| Ніж                     | Кишеньковий ніж марки Kamp King. В поєднанні з Наручним годинником відкриває можливість телепатії. | На фото в крамниці Суда                                                                                  | Карл Кройцфельд                              |
| Нічна лампа (2 шт.)     | Невідомо | Бачена на Фотографії                                                                                     |                                              |
| Ножиці                  | Виробництва Золінґен. Предмет обертає речі, на які Ножиці спрямовані власником. Вісь обертання знаходиться будь-де. | Норадайа Фіґуероа, Вашингтон                                                                             | Карл Кройцфельд                              |
| Носовичок               | одноразовий носовичок поширеної марки Kleenex, властивість невідома. | В списку Легіону                                                                                         | Невідомо                                     |
| Обгортка від Куска мила | З позначкою мотелю Саншайн, властивість невідома. | Склепіння колекціонерів                                                                                  | Карл Кройцфельд (виніс зі склепіння)         |
| Окуляри                 | Надзвичайно рідкісні старі чоловічі окуляри марки Bausch and Lomb Tortoise 1950-х років. Коли їх одягнути, запобігає певним типам загоряння в радіусі 6 метрів, від відкритого вогню до вогнепальної зброї. Не впливаюють на зір. | Автосервіс, помічені на Фотокартці в кімнаті мотелю, Рубер і Дженіфер Блум.                              | Мартін Рубер                                 |
| Олівець                 | Золитистий олівець з написом No.2 Має властивість створювати з нічого пенні 1961 року випуску, коли Олівцем стукати по твердій поверхні. | Розповідь Воллі Джабровські, на Фотографії видно на столі, фото в крамниці Суда                          | Невідомо                                     |
| Пальто                  | Властивість невідома. Проте, враховучи незнищенність всіх предметів, воно може використовуватися як бронежилет. | В шафі Кімнати                                                                                           | Карл Кройцфельд                              |
| Парасолька              | Жовтого кольору. Робить власника знайомим для всіх. | На фото в крамниці Суда                                                                                  | Невідомо; останній раз бачили в місті Сієтл. |
| Пачка сигарет           | Пачка сигарет марки Bullseye з невідомими властивостями. Була використана як один з семи Предметів в досліді Конрой. | Використана в досліді Конрой                                                                             | Кімната 10 (після експерименту Кройцфельда)  |
| Пенні (3 шт.)           | Три пенні 1961 року випуску | Джо бачив на Фотографії в мотелі, Рубер і Дженіфер Блум.                                                 | Невідомо                                     |
| Пилочка для нігтів      | Спричиняє нетривалий, глибокий сон для того, хто погляне на її блиск. | Дженіфер Блум                                                                                            | Дженіфер Блум                                |
| Письмовий стіл          | Невідомо | Видіння Мартина Рубера                                                                                   | Невідомо                                     |
| Пожилець                | Як єдиний розумний Предмет, що має власну волю, Пожилець здатен керувати властивістю Предметів перетинатися з іншими Предметами, відганяючи їх від себе. Пожилець може залишатися в Кімнті і не зникати, коли її зачинено без Ключа. Це дозволяє йому віднаходити загублені в ній речі. Як Предмет Пожилець не може бути знищений поза Кімнатою. Але тепер він був вбитий Джо Міллером, який, очевидно, зайняв його місце як новий Предмет.                                                | На Фотографії                                                                                            | Джо Міллер                                   |
| Помазок                 | Властивість невідома | У Склепінні колекціонерів                                                                                | Карл Кройцфельд                              |
| Попільничка             | Стандартна чиста, квадратна попільничка. Окрема властивість невідома, але це один з семи Предметів, задіяних в «досліді Конрой» для відкривання «розриву в реальності». | Використаний в досліді Конрой. З’являється на фото в крамниці Суда.                                      | Кімната 10 (після експерименту Кройцфельда)  |
| Поштівка                | Sunshine Motel Postcard, властивість невідома. | На фото в крамниці Суда                                                                                  | Орден                                        |
| Праска                  | Стандартна праска 1960-х років, властивість невідома. | Склепіння колекціонерів                                                                                  | Карл Кройцфельд (виніс зі склепіння)         |
| Присипка для ніг        | Невідомо, присипка від бромидрозу марки Dr. Scholl, 2 унції. | Склепіння колекціонерів, на фото в крамниці Суда                                                         | Карл Кройцфельд (виніс зі склепіння)         |
| Простирадла             | Невідомо | Видіння Мартина Рубера                                                                                   | Невідомо                                     |
| Радіо                   | Радію марки Grundig 88U. Як стверджується, збільшує зріст власника до восьми сантиметрів, коли налаштована на певну хвилю | У помешканні Дженіфер Блум                                                                               | Дженіфер Блум (і Легіон)                     |
| Ріжок                   | Металевий ріжок для взуття без маркування. | На вівтарі Ордену                                                                                        | Орден                                        |
| Розклад руху поїздів    | Залізничної компанії Топека — Санта Фе на 1961 рік. | Невідомо                                                                                                 |                                              |
| Ручка                   | Кулькова ручка з мотелю Саншайн. Випромінює микрохвилі з кулькового кінця, що дозволяє миттєво зварити заживо будь-яку живу істоту. Може спричинити замикання в електроніці. | Говард Монтеґю вбиває нею торгівців                                                                      | Легіон                                       |
| Саквояж                 | Брунатний сакваояж виробництва Koch Fiberglass. Властивість невідома | На Фотографії                                                                                            | Орден                                        |
| Сигарети                | Сигарети марки Bullseye. За версією Легіону використовувалися в досліді Конрой. Можливо, те саме, що і Пачка сигарет, але обидва Предмети записані у списку Легіону окремо. | В досліді Конрой, на фото в крамниці Суда, в списку Легіону                                              | Карл Кройцфельд                              |
| Скляне око              | Скляне око з блакитною райдужкою, розміром приблизно 28-31мм. Має властивість відновлювати та лікувати, або руйнувати будь-яку плоть. Має знаходитися на місці ока носія, щоб функціонувати. Вважається найруйнівним Предметом серед тих, що можуть бути використані як зброя. | Склепіння колекціонерів                                                                                  | Карл Кройцфельд (виніс зі склепіння)         |
| Склянка                 | Властивість невідома. | На вівтарі Ордену                                                                                        | Орден                                        |
| Скріпка                 | Стандартна американська скріпка для паперів, властивість невідома. | Відмічена на схемі співвідношення Предметів Говарда Монтґю                                               | Невідомо                                     |
| Сорочка                 | Стара біла сорочка з французькими манжетами Властивість невідома. | Пожилець одягається в Полароїді                                                                          | Карл Кройцфельд (виніс зі склепіння)         |
| Стакан                  | Невідомо | В списку Сюзі Канґ                                                                                       | Невідомо                                     |
| Стілець, стіл           | Невідомо | Видіння Мартина Рубера                                                                                   | Невідомо                                     |
| Стільці 2 шт.           | Невідомо | Видіння Мартина Рубера                                                                                   | Невідомо                                     |
| Театральний бінокль     | Старий театральний бінокль, чорного кольору. Властивість невідома. | Склепіння колекціонерів                                                                                  | Карл Кройцфельд (виніс зі склепіння)         |
| Телевізор               | Модель 1951 Motorola 17T13 | Невідомо                                                                                                 | Кімната 10                                   |
| Фляжка                  | Фляжка зі сценами полювання марки Sheffield. Коли відкрита, дозволяє власнику залишити мішень без повітря. | Кройцфельд використовує проти власниці Ножиць, на фото в крамниці Суда                                   | Карл Кройцфельд                              |
| Фотографія              | Непроявлена фотографія від Полароїда. Коли її розмістити на гіпотетичному місці Кімнати в міситечку Ґаллап, через неї видно інтер’єр в момент Події. Рубер крізь неї бачив видіння в пустелі, які могли бути викликані його фізичним станом. | Тітка Гарольда Стрицьке                                                                                  | Мартин Рубер                                 |
| Фотокамера              | Марки Полароїд Land Camera 95B, властивість невідома. | Позаду вівтаря Ордену вкінці столу                                                                       | Невідомо                                     |
| Черевик, лівий          | Розбирає речі на складові частини. | На Фотографії Пожилець одягає його. У списку Легіону.                                                    | Невідомо                                     |
| Черевик, правий         | Невідомо | На Фотографії, Склепіння колекціонерів                                                                   | Карл Кройцфельд                              |
| Четвертак               | Американська мотета в 25 центів 1961 року. Коли її проковтнути, вона має властивість приностити власнику матеріалізацію спогадів на кілька днів. Матеріалізовані люди зі спогадів не мають власної волі і поводять себе так, як поводили у спогадах. | Карл Кройцфельд                                                                                          | Карл Кройцфельд                              |
| Шкарпетка, ліва         | Невідомо | На Фотографії. З’являється у списку Легіону.                                                             | Невідомо                                     |
| Шкарпетка, права        | Невідомо | На Фотографії                                                                                            | Невідомо                                     |
| Шкатулка від годинника  | Чорна оксамитова шкатулка з золотим оздобленням. Заглушує ентропію в радіусі 10 метрів, убезпечуючи речі від старіння. Використання разом з Ключем та Гребінцем прочиняє вхід до паралельного виміру в кімнаті 9. Один з семи Предметів досліду Конрой. | Використано в досліді Конрой, на вівтарі Ордену                                                          | Кімната 10 (після експерименту Кройцфельда)  |
| Шнурок, лівий           | Невідомо | На Фотографії у Пожильця.                                                                                | Невідомо                                     |
| Шнурок, правий          | Невідомо | На Фотографії                                                                                            | Невідомо                                     |
| Штани                   | Невідомо | На Фоторгафії Пожелець одягнутий в них.                                                                  | Невідомо                                     |
| Шухляди Комоду          | Невідомо | Залишаються в Кімнаті                                                                                    | Невідомо                                     |

## Предмети з вебсайту серіалу та гри
Є кілька Предметів, котрі не з’являються в серіалі, але згадані в онлайн-грі на сайті. Їхні властивості невідомі.
| Назва           | Властивості | Останній власник |
| --------------- | ----------- | ---------------- |
| Ліхтарик        | Невідомо    | Невідомо         |
| Ніж для паперів | Невідомо    | Невідомо         |
| Пінцет          | Невідомо    | Невідомо         |

## Окремі речі Кімнати 10
Є кілька речей, що знаходяться в Кімнаті 10 кожен раз, коли її показують, але вони не використовуються окремо як Предмети. Тим не менше, всі речі в номері 10 є Предметами, як підтверджують автори серіалу.
- Ліжко з простирадлами
- Чорно-білий телевизор
- Лампа на стелі
- Плічка
- Штори
- Тумбочка
- Подушки з наволочками
- Душ з занавіскою
- Телефон (типова модель 90)

Крім того, деякі предмети можуть розглядатися як частина самої кімнати:
- Сидіння для унітазу
- Раковина
- Килим
- Аптечка

Деякі речі дуже припустив не бути на всіх об'єктах:
- Вода (з раковиною)
- Пил або повітря в приміщенні

Деякі речі, як припускають, не є Предметами:
- Вода (з крану)
- Пил та повітря в Кімнаті